# Bartonville, Texas
Bartonville là một thị trấn thuộc quận Denton, tiểu bang Texas, Hoa Kỳ. Năm 2010, dân số của thị trấn này là 1469 người.

## Dân số
- Dân số năm 2000: 1093 người.
- Dân số năm 2010: 1469 người.